# Gmina Krokom
Gmina Krokom (szw. Krokoms kommun) – gmina w Szwecji, w regionie Jämtland, siedzibą jej władz jest Krokom.
Pod względem zaludnienia Krokom jest 156. gminą w Szwecji. Zamieszkuje ją 14 126 osób, z czego 48,78% to kobiety (6890) i 51,22% to mężczyźni (7236). W gminie zameldowanych jest 344 cudzoziemców. Na każdy kilometr kwadratowy przypada 2,27 mieszkańca. Pod względem wielkości gmina zajmuje 15. miejsce.